# Giochi panafricani giovanili
I Giochi panafricani giovanili, conosciuti anche come Giochi africani giovanili, sono una manifestazione multisportiva che si disputa ogni quattro anni a livello continentale africano e che interessa giovani atleti di età inferiore ai 18 anni.
Il Comitato Olimpico Internazionale riconosce e sostiene l'evento anche perché funge da trials per le qualificazioni ai Giochi olimpici giovanili estivi.
La prima edizione si tenne a Rabat (Marocco) nel 2010.

## Edizioni
| Anno | Edizione                         | Sede                  | Sede                  | Date                | Paesi | Sport | Atleti |
| ---- | -------------------------------- | --------------------- | --------------------- | ------------------- | ----- | ----- | ------ |
| 2010 | I Giochi panafricani giovanili   | Marocco (bandiera)    | Marocco (bandiera)    | 13 giugno 18 luglio | 40    | 20    | 2000   |
| 2010 | I Giochi panafricani giovanili   | Rabat                 | Marocco               | 13 giugno 18 luglio | 40    | 20    | 2000   |
| 2014 | II Giochi panafricani giovanili  | Botswana (bandiera)   | Botswana (bandiera)   | 22 maggio 31 maggio | 54    | 20    | 2500   |
| 2014 | II Giochi panafricani giovanili  | Gaborone              | Botswana              | 22 maggio 31 maggio | 54    | 20    | 2500   |
| 2018 | III Giochi panafricani giovanili | Algeria (bandiera)    | Algeria (bandiera)    |                     |       |       |        |
| 2018 | III Giochi panafricani giovanili | Algeri                | Algeria               |                     |       |       |        |
| 2022 | IV Giochi panafricani giovanili  | Madagascar (bandiera) | Madagascar (bandiera) |                     |       |       |        |
| 2022 | IV Giochi panafricani giovanili  | Antananarivo          | Madagascar            |                     |       |       |        |